# Gieorgij Titow
Gieorgij Aleksiejewicz Titow (ros. Гео́ргий Алексе́евич Тито́в, ur. 26 stycznia?/8 lutego 1909 w miejscowości Parachino w guberni nowogrodzkiej, zm. 19 października 1980 w Moskwie) – działacz radzieckich instytucji gospodarczych, Bohater Pracy Socjalistycznej (1963).

## Życiorys
W 1934 ukończył Leningradzki Instytut Politechniczny, pracował w fabryce „Elektropribor”, gdzie był szefem pracowni, głównym technologiem i głównym inżynierem, w 1940 został członkiem WKP(b). Od 1943 pracował w fabryce nr 706 Ludowego Komisariatu/Ministerstwa Przemysłu Stoczniowego ZSRR, gdzie do 1951 był głównym inżynierem, w latach 1951–1955 pracował w Głównym Zarządzie przy Radzie Ministrów ZSRR, członek Kolegium i zastępca przewodniczącego zarządu, 1955–1957 I zastępca przewodniczącego Państwowego Komitetu Rady Ministrów ZSRR. W latach 1957–1974 I zastępca przewodniczącego Komisji Prezydium Rady Ministrów ZSRR (komisja Najwyższej Rady Gospodarki Narodowej ZSRR ds. Zagadnień Wojskowo-Przemysłowych), 1974–1980 I zastępca przewodniczącego Państwowego Komitetu Planowania (Gospłanu) ZSRR. Wniósł poważny wkład w rozwój przemysłu obronnego, m.in. w utworzenie i produkcję nowych typów uzbrojenia rakietowego i atomowych łodzi podwodnych dla Marynarki Wojennej ZSRR. Od 5 marca 1976 do końca życia członek KC KPZR. Od 1979 był deputowanym do Rady Najwyższej ZSRR 10 kadencji. Pochowany na Cmentarzu Nowodziewiczym.

## Odznaczenia i nagrody
- Medal Sierp i Młot Bohatera Pracy Socjalistycznej (28 kwietnia 1963)
- Order Lenina (sześciokrotnie – 6 marca 1945, 25 lipca 1958, 28 kwietnia 1963, 20 kwietnia 1965, 7 lutego 1969 i 7 lutego 1979)
- Order Rewolucji Październikowej (17 lutego 1975)
- Order Czerwonego Sztandaru Pracy (dwukrotnie – 10 kwietnia 1944 i 27 marca 1953)
- Order „Znak Honoru” (17 czerwca 1942)
- Nagroda Stalinowska (1946)

I medale.